# Mopreme
Mopreme, również Wycked, Komani i Mocadez, właśc. Mopreme Shakur (ur. 1969 w Nowym Jorku) – amerykański raper z zachodniego wybrzeża.
Był przyrodnim bratem Tupaca Shakura i synem Mutulu Shakura. Był członkiem nieistniejącej już grupy Thug Life założonej w 1993 roku przez Tupaca Shakura. Należał także do grupy Outlawz (pod pseudonimem Komani).
W 1993 roku wystąpił gościnnie na albumie 2Paca Strictly 4 My N.I.G.G.A.Z... w utworze „Papa’z Song”. W 1994 roku wystąpił u boku 2Paca na płycie Thug Life wraz z zespołem Thug Life. W 2005 roku nagrał dwupłytowy album Evolution Of A T.H.U.G. Life Nigga (Volume 1.1 & 1.2).

## Dyskografia
- 1994 – Thug Life: Volume 1
- 2005 – Evolution Of A Thug Life N.I.G.G.A. Vol. 1.1
- 2005 – Evolution Of A Thug Life N.I.G.G.A. Vol. 1.2
- 2007 – Black & Brown Pride
- 2007 – Heart of a Soulja